# Hamburg Masters 2003 - Qualificazioni singolare
Le qualificazioni del singolare  dell'Hamburg Masters 2003 sono state un torneo di tennis preliminare per accedere alla fase finale della manifestazione. I vincitori dell'ultimo turno sono entrati di diritto nel tabellone principale. In caso di ritiro di uno o più giocatori aventi diritto a questi sono subentrati i lucky loser, ossia i giocatori che hanno perso nell'ultimo turno ma che avevano una classifica più alta rispetto agli altri partecipanti che avevano comunque perso nel turno finale.
Le qualificazioni del torneoHamburg Masters  2003 prevedevano 32 partecipanti di cui 8 sono entrati nel tabellone principale.

## Teste di serie
1. Alberto Martín (Qualificato)
2. Jonas Björkman (primo turno)
3. Sargis Sargsian (Qualificato)
4. Brian Vahaly (primo turno)
5. Julien Boutter (primo turno)
6. Karol Beck (ultimo turno)
7. Mario Ančić (primo turno)
8. Luis Horna (primo turno)

1. Olivier Mutis (ultimo turno)
2. Nicolás Massú (primo turno)
3. Rafael Nadal (Qualificato)
4. Antony Dupuis (Qualificato)
5. Adrian Voinea (Qualificato)
6. Jean-René Lisnard (ultimo turno)
7. Filippo Volandri (Qualificato)
8. Irakli Labadze (ultimo turno)

## Qualificati
1. Alberto Martín
2. Adrian Voinea
3. Sargis Sargsian
4. Hugo Armando

1. Antony Dupuis
2. Filippo Volandri
3. Scott Draper
4. Rafael Nadal

## Tabellone

### Legenda
| - Q = Qualificato - WC = Wild card - LL = Lucky loser | - ALT = Alternate - SE = Special Exempt - PR = Protected Ranking | - w/o = Walkover - r = Ritirato - d = Squalificato |

### Sezione 1
|  | Primo turno | Primo turno      | Primo turno    | Primo turno | Primo turno |  |  | Ultimo turno | Ultimo turno     | Ultimo turno     | Ultimo turno | Ultimo turno |  |
|  |             |                  |                |             |             |  |  |              |                  |                  |              |              |  |
|  | 1           | Alberto Martín   | Alberto Martín | 6           | 6           |  |  |              |                  |                  |              |              |  |
|  |             | Gastón Etlis     | Gastón Etlis   | 2           | 3           |  |  | 1            | Alberto Martín   | Alberto Martín   | 6            | 3            |  |
|  |             | Denis Gremelmayr | 4              | 7           | 7           |  |  |              | Denis Gremelmayr | Denis Gremelmayr | 4            | 0r           |  |
|  | 10          | Nicolás Massú    | 6              | 5           | 6           |  |  |              |                  |                  |              |              |  |

### Sezione 2
|  | Primo turno | Primo turno    | Primo turno    | Primo turno | Primo turno |  |  | Ultimo turno | Ultimo turno  | Ultimo turno  | Ultimo turno | Ultimo turno |  |
|  |             |                |                |             |             |  |  |              |               |               |              |              |  |
|  |             | Todd Larkham   | Todd Larkham   | 7           | 6           |  |  |              |               |               |              |              |  |
|  | 2           | Jonas Björkman | Jonas Björkman | 65          | 2           |  |  |              | Todd Larkham  | Todd Larkham  | 3            | 6(1)         |  |
|  | 13          | Adrian Voinea  | 4              | 6           | 6           |  |  | 13           | Adrian Voinea | Adrian Voinea | 6            | 7            |  |
|  |             | Oliver Gross   | 6              | 1           | 4           |  |  |              |               |               |              |              |  |

### Sezione 3
|  | Primo turno | Primo turno     | Primo turno     | Primo turno | Primo turno |  |  | Ultimo turno | Ultimo turno    | Ultimo turno    | Ultimo turno | Ultimo turno |  |
|  |             |                 |                 |             |             |  |  |              |                 |                 |              |              |  |
|  | 3           | Sargis Sargsian | Sargis Sargsian | 6           | 6           |  |  |              |                 |                 |              |              |  |
|  |             | David Prinosil  | David Prinosil  | 1           | 2           |  |  | 3            | Sargis Sargsian | Sargis Sargsian | 6            | 7            |  |
|  | 16          | Irakli Labadze  | 6               | 4           | 6           |  |  | 16           | Irakli Labadze  | Irakli Labadze  | 2            | 5            |  |
|  |             | Attila Sávolt   | 4               | 6           | 2           |  |  |              |                 |                 |              |              |  |

### Sezione 4
|  | Primo turno | Primo turno       | Primo turno       | Primo turno | Primo turno |  |  | Ultimo turno | Ultimo turno      | Ultimo turno      | Ultimo turno | Ultimo turno |  |
|  |             |                   |                   |             |             |  |  |              |                   |                   |              |              |  |
|  |             | Hugo Armando      | 6                 | 3           | 7           |  |  |              |                   |                   |              |              |  |
|  | 4           | Brian Vahaly      | 1                 | 6           | 5           |  |  |              | Hugo Armando      | Hugo Armando      | 6            | 7            |  |
|  | 14          | Jean-René Lisnard | Jean-René Lisnard | 6           | 6           |  |  | 14           | Jean-René Lisnard | Jean-René Lisnard | 1            | 64           |  |
|  |             | Michael Kohlmann  | Michael Kohlmann  | 1           | 0           |  |  |              |                   |                   |              |              |  |

### Sezione 5
|  | Primo turno | Primo turno    | Primo turno    | Primo turno    | Primo turno |  |  | Ultimo turno | Ultimo turno  | Ultimo turno  | Ultimo turno | Ultimo turno |  |
|  |             |                |                |                |             |  |  |              |               |               |              |              |  |
|  |             | Tomáš Zíb      | Tomáš Zíb      | Tomáš Zíb      | 4           |  |  |              |               |               |              |              |  |
|  | 5           | Julien Boutter | Julien Boutter | Julien Boutter | 0r          |  |  |              | Tomáš Zíb     | Tomáš Zíb     | 63           | 4            |  |
|  | 12          | Antony Dupuis  | Antony Dupuis  | 6              | 6           |  |  | 12           | Antony Dupuis | Antony Dupuis | 7            | 6            |  |
|  |             | Andreas Beck   | Andreas Beck   | 4              | 4           |  |  |              |               |               |              |              |  |

### Sezione 6
|  | Primo turno | Primo turno      | Primo turno      | Primo turno | Primo turno |  |  | Ultimo turno | Ultimo turno     | Ultimo turno     | Ultimo turno | Ultimo turno |  |
|  |             |                  |                  |             |             |  |  |              |                  |                  |              |              |  |
|  | 6           | Karol Beck       | 6                | 4           | 6           |  |  |              |                  |                  |              |              |  |
|  |             | Igor' Kunicyn    | 4                | 6           | 3           |  |  | 6            | Karol Beck       | Karol Beck       | 4            | 4            |  |
|  | 15          | Filippo Volandri | Filippo Volandri | 6           | 6           |  |  | 15           | Filippo Volandri | Filippo Volandri | 6            | 6            |  |
|  |             | Álex Calatrava   | Álex Calatrava   | 4           | 2           |  |  |              |                  |                  |              |              |  |

### Sezione 7
|  | Primo turno | Primo turno   | Primo turno  | Primo turno | Primo turno |  |  | Ultimo turno | Ultimo turno  | Ultimo turno  | Ultimo turno | Ultimo turno |  |
|  |             |               |              |             |             |  |  |              |               |               |              |              |  |
|  |             | Scott Draper  | Scott Draper | 6           | 6           |  |  |              |               |               |              |              |  |
|  | 7           | Mario Ančić   | Mario Ančić  | 3           | 3           |  |  |              | Scott Draper  | Scott Draper  | 7            | 6            |  |
|  | 9           | Olivier Mutis | 6            | 1           | 6           |  |  | 9            | Olivier Mutis | Olivier Mutis | 64           | 4            |  |
|  |             | Roman Valent  | 3            | 6           | 1           |  |  |              |               |               |              |              |  |

### Sezione 8
|  | Primo turno | Primo turno    | Primo turno  | Primo turno | Primo turno |  |  | Ultimo turno | Ultimo turno | Ultimo turno | Ultimo turno | Ultimo turno |  |
|  |             |                |              |             |             |  |  |              |              |              |              |              |  |
|  |             | Peter Luczak   | Peter Luczak | 6           | 7           |  |  |              |              |              |              |              |  |
|  | 8           | Luis Horna     | Luis Horna   | 4           | 6(0)        |  |  |              | Peter Luczak | Peter Luczak | 2            | 1            |  |
|  | 11          | Rafael Nadal   | 7            | 3           | 6           |  |  | 11           | Rafael Nadal | Rafael Nadal | 6            | 6            |  |
|  |             | Grégory Carraz | 68           | 6           | 3           |  |  |              |              |              |              |              |  |